# Neitersen
Neitersen település Németországban, Rajna-vidék-Pfalz tartományban. Lakosainak száma 1086 fő (2023. december 31.).

## Népesség
A település népességének változása:
| Lakosok száma | 763  | 785  | 831  | 1067 | 1119 | 1086 |
|               | 1975 | 2017 | 2019 | 2021 | 2022 | 2023 |